# 柏崎村 (三重県)
柏崎村（かしわざきむら）は三重県度会郡にあった村。現在の大紀町柏野・崎にあたる。

## 地理
- 山岳：大河内山、有地山、行者山
- 河川：大内山川、注連小路川、古和河内川、笠木川、大平川、横谷川

## 歴史
- 1889年（明治22年）4月1日 - 町村制の施行により、柏野村・崎村の区域をもって発足。
- 1957年（昭和32年）2月1日 - 北牟婁郡錦町と合併して度会郡紀勢町が発足。同日柏崎村廃止。

## 交通

### 鉄道路線
- 日本国有鉄道
  - 紀勢東線（現・紀勢本線）
    - 伊勢柏崎駅

### 道路
- 国道170号（現・国道42号）

現在は旧村域に紀勢自動車道の紀勢大内山インターチェンジが所在するが、当時は未開通。